# Liste des autoroutes d'Israël
Cet article présente une liste des autoroutes d'Israël.
Le pays ne participe pas au réseau routier du Mashreq Arabe; seule la Palestine y participe.

## Liste
- Autoroute 1
- Autoroute 2
- Autoroute 3
- Autoroute 4
- Autoroute 5
- Autoroute 6
- Autoroute 7
- Autoroute 9
- Autoroute 90